# 2062
L'any 2062 (MMLXII) serà un any comú que començarà en diumenge segons el calendari gregorià, l'any 2062 de l'era comuna (CE) i Anno Domini (AD), el 62è any del tercer mil·lenni, el 62è any del segle xxi, i el tercer any de la dècada del 2060.

## Esdeveniments
Països Catalans
- 1 de gener: L'any 2012 entrà en vigor la prohibició de les curses de braus a Catalunya.
- 3 de setembre, Sant Pere de Torelló: L'any 2012 s'hi aprova, en un ple extraordinari obert a la població, una moció de declaració d'independència de Catalunya.[1]
- 11 de setembre, Barcelona: Es compleixen 50 anys de la Manifestació "Catalunya, nou estat d'Europa", per exigir la independència de Catalunya, amb una assistència d'1.500.000 persones.

Resta del món
Prediccions
- 11 de març: Es produeix un eclipsi solar.[2]
  - Aquest eclipsi és membre d'una sèrie de semestres. Un eclipsi en una sèrie semestral d'eclipsis solars es repeteix aproximadament cada 177 dies i 4 hores (un semestre) en nodes alterns de l'òrbita de la Lluna.[2]
- 25 de març - Es produeix un eclipsi lunar total.[3]
- 10 de maig: trànsit de mercuri.[4]
- 3 de setembre: Es produeix un eclipsi solar parcial.[5]
- 18 de setembre: Es produeix un eclipsi lunar total.[6]
- El pas del Periheli del cometa de Halley serà a principis d'aquest any.[7]
- La Terra tindrà 2.000 milions de persones majors de 60 anys.[8]
- Hi ha 6.000 milions de persones que viuen a les ciutats, la població de tot el món a la fi del segle.
- El 2062, es preveu que l'esperança de vida de cohort al naixement arribi als 100 anys a les dones de cada país constituent del Regne Unit, excepte a Escòcia, on es preveu que arribi als 99,4 anys.[9]

Especulacions
- Els nanomaterials són un producte de consum predominant.[10]
- Les cerques complementàries troben la vida en els nostres propis sistemes planetaris i altres.[11]